# Fußball-Verbandsliga Bremen 1981/82
Die Fußball-Verbandsliga Bremen 1981/82 war die dreiunddreißigste Saison der höchsten Amateurklasse des Bremer Fußball-Verbandes. Meister wurde die SFL Bremerhaven. Damit ging die Meisterschaft zum dritten Mal in Folge an einen Verein aus der Seestadt und zum zweiten Mal an die SFL. Die beiden Vorjahresaufsteiger TuRa Bremen und FC Huchting konnten die Saison respektabel auf den Plätzen drei und vier abschließen.

## Abschlusstabelle
| Pl. | Verein                 | Sp. | Tore  | Diff. | Punkte |
| --- | ---------------------- | --- | ----- | ----- | ------ |
| 01. | SFL Bremerhaven        | 30  | 73:21 | +52   | 49:11  |
| 02. | Bremer SV (A)          | 30  | 90:33 | +57   | 47:13  |
| 03. | TuRa Bremen (N)        | 30  | 60:32 | +28   | 40:20  |
| 04. | FC Huchting (N)        | 30  | 53:37 | +16   | 36:24  |
| 05. | Blumenthaler SV        | 30  | 51:37 | +14   | 33:27  |
| 06. | FT Geestemünde (M)     | 30  | 42:36 | +06   | 33:27  |
| 07. | SG Oslebshausen Bremen | 30  | 39:44 | −05   | 30:30  |
| 08. | TSV Lesum              | 30  | 52:56 | −04   | 29:31  |
| 09. | Sparta Bremerhaven     | 30  | 38:45 | −07   | 28:32  |
| 10. | Leher TS               | 30  | 24:36 | −12   | 28:32  |
| 11. | TS Woltmershausen      | 30  | 52:66 | −14   | 28:32  |
| 12. | SC Vahr                | 30  | 59:67 | −08   | 26:34  |
| 13. | Lüssumer TV            | 30  | 43:67 | −24   | 24:36  |
| 14. | VfB Komet Bremen       | 30  | 39:53 | −14   | 23:37  |
| 15. | TSV Farge-Rekum        | 30  | 32:67 | −35   | 17:43  |
| 16. | TSV Grolland           | 30  | 24:74 | −50   | 09:51  |

| (M) | Meister der Vorsaison      |
| (A) | Absteiger aus der Oberliga |
| (N) | Aufsteiger                 |

## Aufstieg und Deutsche Amateurmeisterschaft
In der Aufstiegsrunde zur Oberliga Nord konnte sich die SFL Bremerhaven nicht durchsetzen und musste unter anderem dem TSR Olympia Wilhelmshaven den Vortritt lassen.
Nachdem sich drei Spielzeiten lang kein Bremer Verein für die Amateurmeisterschaft qualifizieren konnte, nahm 1982 die Amateurmannschaft von Werder Bremen am Wettbewerb teil.
In der ersten Runde, dem Viertelfinale, spielten die Bremer gegen den VfR Bürstadt im Hinspiel 4:4. Das Rückspiel ging 2:2, 3:2 n.V. für die Hansestädter aus. Im Halbfinale traf Werder auf die SpVgg 07 Ludwigsburg. Das Hinspiel konnten die Bremer mit 2:1 für sich entscheiden. Im Rückspiel stand es nach 90 Minuten zunächst 3:2 für die Ludwigsburger. Da die Auswärtstorregel noch keine Anwendung fand, war eine Verlängerung notwendig, nach der es 4:3 für Bremen stand.
Im Finale trafen die Bremer dann auf den 1. FSV Mainz 05, der die Partie mit 3:0 Toren für sich entscheiden konnte.